# Heemskerkse Golfclub
De Heemskerkse Golfclub is een Nederlandse golfclub in Heemskerk in de provincie Noord-Holland. De club speelt op golfbaan Noordenbuitendijken.

## 18 holesbaan
In 1988 werd de Heemskerkse golfbaan ontworpen door golfbaanarchitect Gerard Jol. Het baan heeft twee ringen van 9 holes. Het is een park-polderbaan met veel groen en veel water. De eerste 9 holes zijn in de buitenring aangelegd. De lange Par 4 holes 11 en 17, liggen in de binnenring. De par is 72.

## Par 3-baan
Op 3 juli 2010 werden nog negen holes geopend, ook ontworpen door Gerard Jol. Deze 9 holes par 3-baan ligt naast de afslag van hole 1 van de 18 holes-baan en wordt geheel omsloten door natuurlijke waterpartijen. De holes zijn sterk geonduleerd en hebben een lengte van 88 meter tot 166 meter (de totale lengte is 1078 meter).